# Элеонора Португальская (королева Арагона)
Элеонора Португальская (порт. Leonor de Portugal, кат. Elionor de Portugal; 3 февраля 1328, Королевство Португалия — 29 октября 1348, Херика) — королева-консорт Арагона.

## Жизнь
Элеонора была португальской принцессой, дочерью Афонсу IV и Беатрисы Кастильской. 29 сентября 1347 года в Барселоне была выдана замуж за овдовевшего арагонского короля Педро IV.
Элеонора пробыла королевой всего около года и скончалась от чумы, не оставив потомства (её единственная дочь Беатриса умерла новорождённой). Похоронена в монастыре Поблет.